# Fazil Mammadov
Pour les articles homonymes, voir Mammadov.
Fazil Mammadov est un homme politique azerbaïdjanais né le 28 mars 1964 à Chamakhi (République socialiste soviétique d'Azerbaïdjan, URSS) et mort le 4 novembre 2022 en Turquie qui a été ministre des impôts de la République azerbaïdjanaise.

## Biographie
Fazil Mammadov est né en 1964 à Chamakhi en Azerbaïdjan. Il est diplômé du Département des finances et du crédit de l'université économique d'État d'Azerbaïdjan. En 1987-1988, il a travaillé comme économiste et directeur des caisses à la Banque de l'industrie et de la construction de Gandja et plus tard en tant qu'économiste au Département des opérations de la Banque d'industrie et de construction de Bakou. 
De 1989 à 1993, Fazil Mammadov a été professeur à l'École technique des finances et du crédit. En 1994, il a été embauché par la Banque industrielle agraire pour diriger sa succursale de Chamkir. En 1995-1999, il a été chef adjoint puis chef du Département principal des tarifs financiers et du contrôle des devises du Comité national des douanes de la République azerbaïdjanaise.
Le 20 juin 1999, Fazil Mammadov a été nommé président de la principale inspection fiscale de l'État par le président Heydar Aliyev. Le 11 février 2000, lorsque l'Inspection nationale des impôts a été abolie et que le ministère des impôts a été créé à sa place, Fazil Mammadov a été nommé ministre et reconduit par Ilham Aliyev le 6 novembre 2003 lors du remaniement gouvernemental. Le 17 janvier 2002, Fazil Mammadov a reçu le statut de percepteur des impôts de deuxième rang.
Fazil Mammadov est également président de la Fédération de lutte d'Azerbaïdjan. 
Le 4 novembre 2022, il est décédé d'une insuffisance cardiaque à l'hôpital où il a été soigné en Turquie. Il a été enterré au cimetière de Yasamal. 

### Famille
Fazil Mammadov est marié et a trois enfants.